# Federazione di baseball del Venezuela
La Federazione venezuelana di baseball (spa. Federación Venezolana de Béisbol) è un'organizzazione fondata nel 1927 per governare la pratica del baseball e del softball in Venezuela.
Organizza il campionato maschile e di softball femminile, e pone sotto la propria egida la nazionale maschile e di softball femminile.